# Alfred Tallon
Pour les articles homonymes, voir Tallon.
Alfred Tallon est un homme politique français né le 17 mai 1828 à Clermont-Ferrand (Puy-de-Dôme) et décédé le 20 mai 1889.
Avocat à Issoire, puis à Clermont-Ferrand, il est aussi journaliste dans les journaux républicains du département. Conseiller municipal de Clermont-Ferrand après la chute de l'Empire, il est élu conseiller général du canton de Champeix en 1874. Il est député du Puy-de-Dôme de 1876 à 1885, siégeant à gauche. Il est l'un des 363 qui refusent la confiance au gouvernement de Broglie, le 16 mai 1877. 

## Sources bibliographique
- « Alfred Tallon », dans Adolphe Robert et Gaston Cougny, Dictionnaire des parlementaires français, Edgar Bourloton, 1889-1891 [détail de l’édition]